# 贝时璋奖
贝时璋奖是中国生物物理学界的最高奖项，由中国生物物理学会颁发，以奖励在生物物理领域作出重要贡献的科学家，创立于2009年、每两年评选一次。该奖项因纪念中国生物物理学的奠基人，中国生物物理学会创建人、首任理事长贝时璋而得名。最初包含贝时璋奖与贝时璋青年生物物理学家奖，2013年起又增设贝时璋国际奖。

## 历届得主
| 届数   | 年份   | 贝时璋奖       | 贝时璋青年生物物理学家奖     | 贝时璋国际奖  |
| ------ | ------ | -------------- | ---------------------------- | ------------- |
| 第一届 | 2009年 | 梁栋材         | 孙飞、武一、魏朝亮           | －            |
| 第二届 | 2011年 | 林克椿         | 柳振峰、张令强、颜宁、徐彦辉 | －            |
| 第三届 | 2013年 | 杨福愉、赵南明 | 李川昀、刘光慧、马聪         | 大卫·斯图尔特 |
| 第四届 | 2015年 | 施一公、谢晓亮 | 王祥喜                       | 大隅良典      |
| 第五届 | 2017年 | 王书荣、陈列平 | 石发展、宗伟健               | 汤姆·布伦德尔 |